# Meliorchis caribea
Meliorchis caribea ist eine fossile Pflanzenart aus der Familie der Orchideen (Orchidaceae). Von ihr ist nur ein Fund bekannt, nämlich ein Pollinarium, das auf einer Biene in Bernstein eingeschlossen wurde.
Das Pollinarium besteht aus zwei keulenförmigen Pollinien, die jeweils wieder in über 100 Pollenpakete (Massulae) aufgeteilt sind. Jedes dieser Pakete besteht aus zusammengeklebten Pollen-Tetraden. Das gesamte Pollinium misst etwa 1000 × 500 µm, die einzelnen Pollenpakete etwa 200 × 100 µm, eine Tetrade misst 20 × 20 µm.
Die Einzelheiten der Pollinien sprechen für eine Verwandtschaft der fossilen Orchidee mit der Subtribus Goodyerinae. Ähnlich strukturierte Pollinien finden sich bei Kreodanthus und Microchilus. Während bei heute lebenden Vertretern dieser Gruppe die Pollinien meist im Bereich des Kopfes oder der Mundwerkzeuge des Bestäubers angeheftet werden, sind die Pollinien von Meliorchis caribea am Rücken, dem Mesoscutellum, einer Biene der Art Proplebeia dominicana angeklebt. Damit das Pollinium dorthin gelangte, muss die Biene in die Orchideenblüte hineingekrochen sein, unter der Säule und damit unter dem Staubblatt hindurch. Die Blüte von Meliorchis caribea dürfte deshalb eine im Verhältnis zu heutigen Verwandten große, gebogene Säule aufgewiesen haben.
Das Alter der fossilen Orchidee wird nach dem Alter des dominikanischen Bernsteins auf 15 bis 20 Millionen Jahre geschätzt. Es handelt sich um das älteste Fossil, das zweifelsfrei der Familie der Orchideen zugeordnet werden kann. Das Fossil wurde von den Entdeckern benutzt, um mit ihm als Fixpunkt das Alter der gesamten Familie abzuschätzen.
Der Gattungsname Meliorchis verweist auf die Meliponini, der wissenschaftliche Name der Stachellosen Bienen, zu denen der Bestäuber von Meliorchis zählt. Der Artname caribea bezieht sich auf den Fundort in der Karibik.

## Belege
- Santiago R. Ramírez, Barbara Gravendeel, Rodrigo B. Singer, Charles R. Marshall & Naomi E. Pierce: Dating the origin of the Orchidaceae from a fossil orchid with its pollinator. In: Nature. Band 448, 2007, S. 1042–1045, doi:10.1038/nature06039.